# Federación Nacional de Atletismo de Guatemala
La Federación Nacional de Atletismo de Guatemala (FNAG) es la institución rectora del atletismo en Guatemala. La organización se encarga de dirigir, capacitar y delinear el destino del atletismo en Guatemala y mantiene el registro de los récords guatemaltecos de atletismo. Actualmente su presidente es Max Leonel Mollinedo Ticas (2018-2022).

## Afiliaciones
Esta federación está afiliada a las siguientes organizaciones internarcionales:
- Asociación Internacional de Federaciones de Atletismo (IAAF)
- Asociación de Atletismo de Norteamérica, Centroamérica y el Caribe (NACAC)
- Confederación Centroamericana y del Caribe de Atletismo (CCCA)

## Miembros de FNAG
Las siguientes asociaciones departamentales adhieren a la Federación Nacional de Atletismo de Guatemala:
- Atletismo de Alta Verapaz
- Atletismo de Baja Verapaz
- Atletismo de Chimaltenango
- Atletismo de Chiquimula
- Atletismo de El Progreso
- Atletismo de Escuintla
- Atletismo de Huehuetenango
- Atletismo de Izabal
- Atletismo de Jalapa
- Atletismo de Jutiapa
- Atletismo de Petén
- Atletismo de Quetzaltenango
- Atletismo de Quiché
- Atletismo de Retalhuleu
- Atletismo de Sacatepéquez
- Atletismo de San Marcos
- Atletismo de Santa Rosa
- Atletismo de Sólola
- Atletismo de Suchitepéquez
- Atletismo de Totonicapán
- Atletismo de Zacapa